# Гофман, Фридрих
Фридрих Гофман (нем. Friedrich Hoffmann; 19 февраля 1660, Галле — 12 ноября 1742, Галле) — немецкий врач и педагог, один из европейских основоположников теории нервизма о приоритетной роли нервной системы в физиологии организма человека и животных.

## Биография
Фридрих Гофман родился 19 февраля 1660 года в Галле, происходил из семьи, члены которой занимались медициной на протяжении более чем 200 лет к моменту его рождения. В гимназии своего родного города он достиг больших успехов в математике и, хотя и не стал математиком, приписывал этому своему увлечению большую часть достигнутого им впоследствии успеха.

Operum omnium physico-medicorum

В возрасте восемнадцати лет он уехал в Йену, чтобы изучать там медицину, откуда в 1680 году перешёл в Эрфурт, чтобы посещать лекции Кэспера Крамера по химии. В следующем году, вернувшись в Йену, он получил докторский диплом и после публикации диссертации «Disputatio inauguralis medica de autocheiria» был допущен к преподаванию.
Постоянные исследования в итоге начали сказываться на его здоровье, и в 1682 году, оставив своих уже многочисленных учеников, Фридрих Гофман открыл практику в Миндене, Вестфалия, по просьбе своего родственника, который занимал высокую должность в этом городе. После работы в Миндене в течение двух лет Гофман предпринял поездку в Голландию и Англию, где свёл знакомство со многими известными химиками и врачами. К концу 1684 года он возвратился в Минден и в течение следующих трех лет получил множество высоких назначений.
В 1688 году Ф. Гофман уехал в более перспективный с точки зрения карьеры Хальберштадт, где стал врачом местного князя. В 1693 году он стал одним из основателей Университета Галле, и его репутация, которая устойчиво увеличивалась, обеспечила для него место главы кафедры медицины; одновременно с этим ему было поручено написать уставы будущего медицинского факультета. Он также стал главой кафедры натуральной философии. За исключением четырёх лет (1708—1712), которые он провёл в Берлине, будучи королевским врачом, Гофман потратил оставшуюся часть своей жизни в Галле на написание трудов, практику и исследования, прерываемые время от времени посещениями различных дворов Германии, где его медицинские услуги обеспечивали ему почести и вознаграждения. Его известность стала общеевропейской, он стал членом многих научных обществ в различных зарубежных странах, в то время как в своей собственной стал членом тайного совета.
Фридрих Гофман умер 12 ноября 1742 года в Галле.